# Santana Garrett
Santana Garrett (née le 22 mai 1988 à Ocala) est une catcheuse américaine. Au cours de sa carrière, elle remporte le championnat de la Shine Wrestling ainsi que le championnat du monde féminin de la National Wrestling Alliance.

## Jeunesse
Santana Garrett est la fille du catcheur Kenny Garrett, un catcheur et promoteur connu sous le nom de TNT Kenny G. Très jeune, elle rêve de devenir catcheuse.

## Carrière de catcheuse

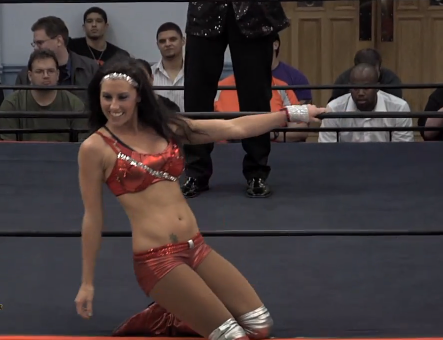
Image de Santana Garrett au "Pro Wrestling Syndicate Bombshells" le 8 mai 2013.

### Débuts
Garrett commence sa carrière sous le nom de ring de Santana G en 2009 à la Coastal Championship Wrestling (CCW), une fédération de Floride, où elle remporte son premier titre de championne des Ladies de la CCW le 27 novembre. Son règne prend fin le 4 décembre 2010 après sa défaite dans un Triple Threat Match gagné par Black Tigress auquel participe aussi Calypso. Elle récupère ce titre le 21 mai 2011 dans un match simple à la I Believe In Wrestling (une autre fédération de Floride) mais son second règne de championne de la CCW prend fin six jours plus tard,. Six jours plus tard, son règne prend fin au cours d'un match revanche face à Haze.

### Shine Wrestling (2012-2019)
Elle participe au tout premier spectacle de la Shine Wrestling (SHINE), une fédération exclusivement féminine, le 27 juillet 2012 où elle remporte son match face à Tina San Antonio.
Elle participe au tournoi pour désigner la première championne de la SHINE où elle se qualifie pour le premier tour après sa victoire face à Kimberly le 24 mai 2013. Cependant, elle se fait éliminer au tour suivant par Ivelisse le 12 juillet.

### World Wrestling Entertainment(2013-2021)

#### Diverses apparitions et participation auMae Young Classic(2013-2018)
Santana Garrett commence à travailler ponctuellement pour la World Wrestling Entertainment (WWE) en 2013 où elle perd rapidement un match face à Charlotte le 9 octobre.
Le 14 juillet 2017, la WWE annonce que Garrett est une des 32 participantes du tournoi Mae Young Classic. Elle se fait éliminer dès le premier tour par Piper Niven le 28 août.

#### NXT et départ (2018-2021)
Le 8 juillet à NXT, elle perd contre Mercedes Martinez.
Le 2 juin 2021, elle est licenciée par la WWE.

## Palmarès
- American Pro Wrestling Alliance
  - 1 fois APWA Mason Dixon Women's Champion

- Belleview Pro Wrestling
  - 1 fois BPW Heavyweight Champion
  - 1 fois BPW Tag Team Champion avec Chasyn Rance

- Cauliflower Alley Club
  - Women's Wrestling Award (2018)
  - Future Legend Award (2014)

- Championship Wrestling Entertainment
  - 1 fois CWE Vixen's Champion

- Coastal Championship Wrestling
  - 2 fois championne des Ladies de la CCW[6]

- Conquer Pro Wrestling
  - 1 fois CPW Leading Ladies Champion

- Jersey Championship Wrestling
  - 1 fois JCW Women's Champion

- Masters of Ring Entertainment
  - Lasting Legacy Tournament (2015)

- National Wrestling Alliance
  - 1 fois NWA World Women's Championship

- Nova Pro Wrestling
  - 1 fois NPW Women's Champion

- Orlando Pro Wrestling
  - 1 fois OPW Women's Champion

- Pro Wrestling 2.0
  - 1 2 fois PW2.0 Women's Champion
  - 1 fois PW2.0 Tag Team Champion avec Chelsea Green

- Revolution Championship Wrestling
  - 1 fois RCW Women's Champion

- Ring Warriors
  - 1 fois Ring Warriors Battling Bombshells Champion

- RIOT Pro Wrestling
  - 1 fois RIOT Cruiserweight Champion
  - 1 fois RIOT Women's Champion

- Shine Wrestling
  - 1 fois Shine Championship
  - 1 fois Shine Tag Team Champion avec Raquel

- Southern Championship Wrestling
  - 1 fois SCW Florida Cruiserweight Champion
  - 1 fois SCW Women's Champion

- USA Pro Wrestling
  - 1 fois championne féminine de l'USPW

- USA Wrestling Alliance
  - 1 fois championne féminine de l'USWA

- Wrestling Superstar
  - 1 fois Wrestling Superstar Women's Champion

- Women of Wrestling
  - 1 fois WOW World Champion
  - 1 fois WOW Tag Team Champion avec Amber O'Neal

- World Wonder Ring Stardom
  - 1 fois Wonder of Stardom Champion
  - International Grand Prix (2016)

## Récompenses de magazines
- Pro Wrestling Illustrated

| Année | 2013 | 2014        | 2015 |
| ----- | ---- | ----------- | ---- |
| Rang  | 45   | Non classée | 4    |